# 궁정 신관 이야기
궁정 신관 이야기(宮廷神官物語)는 에노키다 유리의 일본 라이트 노벨이다.
고대 한국풍의 가상국가인 여호국(麗虎國)의 신관 영계관은 대신관(大神官)의 밀명으로 기적의 소년을 찾아나선다. 그때 농촌에는 천청이라는 소년이 살고 있었는데...

## 등장 인물
- 천청(天靑)
- 영계관(瑛鷄冠)
- 경조철(景曹鐵)
- 남정왕자(藍晶王子)
- 적조(赤鳥)